# Hasse Tellemar
Hans Erik "Hasse" Tellemar, ursprungligen Andersson, född 7 november 1923 i Södertälje, död 11 oktober 2012 i Södertälje, var en svensk programledare i radio och musiker (kontrabas, dragspel).

## Biografi
Tellemar började med att spela dragspel som tolvåring och lärde sig även att spela kontrabas. Vid arton års ålder började han turnera med Cubaneraorkestern. 1943 kom han in på Kungliga Musikhögskolan i Stockholm och studerade kontrabas och harmonilära. Han blev medlem i Thore Ehrlings orkester 1946, och spelade där dragspel och bas samt gjorde en del arrangemang. Han var kvar i Ehrlings orkester tills han fick ett vikariat på Radiotjänsts underhållningsavdelning 1957. 

### På radion
Hans första åtagande på radion var som producent för programmet Musik under arbetet. Han verkade först på radion som musiker och producent; steget till radiopratare tog han i och med programmet Pärlor och örhängen, vilket producerades av Stig Holm.   
Tellemar producerade programmet Refrängen med musikpotpurrier fram till 1968, och även andra program som Thores trekvart, Bästa man på Skansen och Dags för dragspel. Han var arrangör och kapellmästare i radioprogrammen Alla mot alla 1957 och Vårpuzzlet 1960 samt tv-programmet Stora famnen 1958. Dessutom ledde han underhållningsprogrammet Schlagerfrågan i radio, med Sickan Carlsson, Gösta Bernhard och Sven Erik Vikström. 

### Ring så spelar vi
Mellan september 1969 och nyårsafton 1988 var han programledare för radioprogrammet Ring så spelar vi. Under åren som musiker hade han turnerat flitigt i Sverige, vilket gav en praktisk kännedom om Sveriges geografi som han ofta använde sig av i programmet,  samtidigt som han var en varm förespråkare för hemorten Södertälje och Södertälje SK. Han slutade programledarskapet i samband med sin pensionering. Efter pensioneringen förekom han på 1990-talet som radiopratare på lokala Storstadsradion och Radio Nova.

### Vid sidan av radion
Vid sidan av radioprogrammen var han länge aktiv som turnerade dragspelare och belönades för detta med hedersmedlemskap i Stockholms Accordionklubb och Dragspelarnas riksförbund.

### Familj
Tellemar var sedan 1945 gift med Anna-Lisa Tellemar (1925-2025).
Hasse Tellemar är begravd på Södertälje kyrkogård.